# Chapelle de la Résurrection à Bruxelles
Ne doit pas être confondu avec Chapelle de la Résurrection de Malmedy.
La Chapelle de la Résurrection (en néerlandais : Verrijzeniskapel), également appelée Chapelle pour l'Europe (Europakapel), est un édifice religieux catholique à vocation œcuménique située 24 rue van Maerlant, au cœur du quartier européen de Bruxelles. Ancienne chapelle d'un couvent de religieuses contemplatives l'édifice fut restauré et rouvert en 2001 comme lieu œcuménique européen. Culte et activités sont célébrés en plusieurs langues, mais principalement en anglais et français. La responsabilité pastorale de la Chapelle est confiée aux Jésuites.

## Histoire

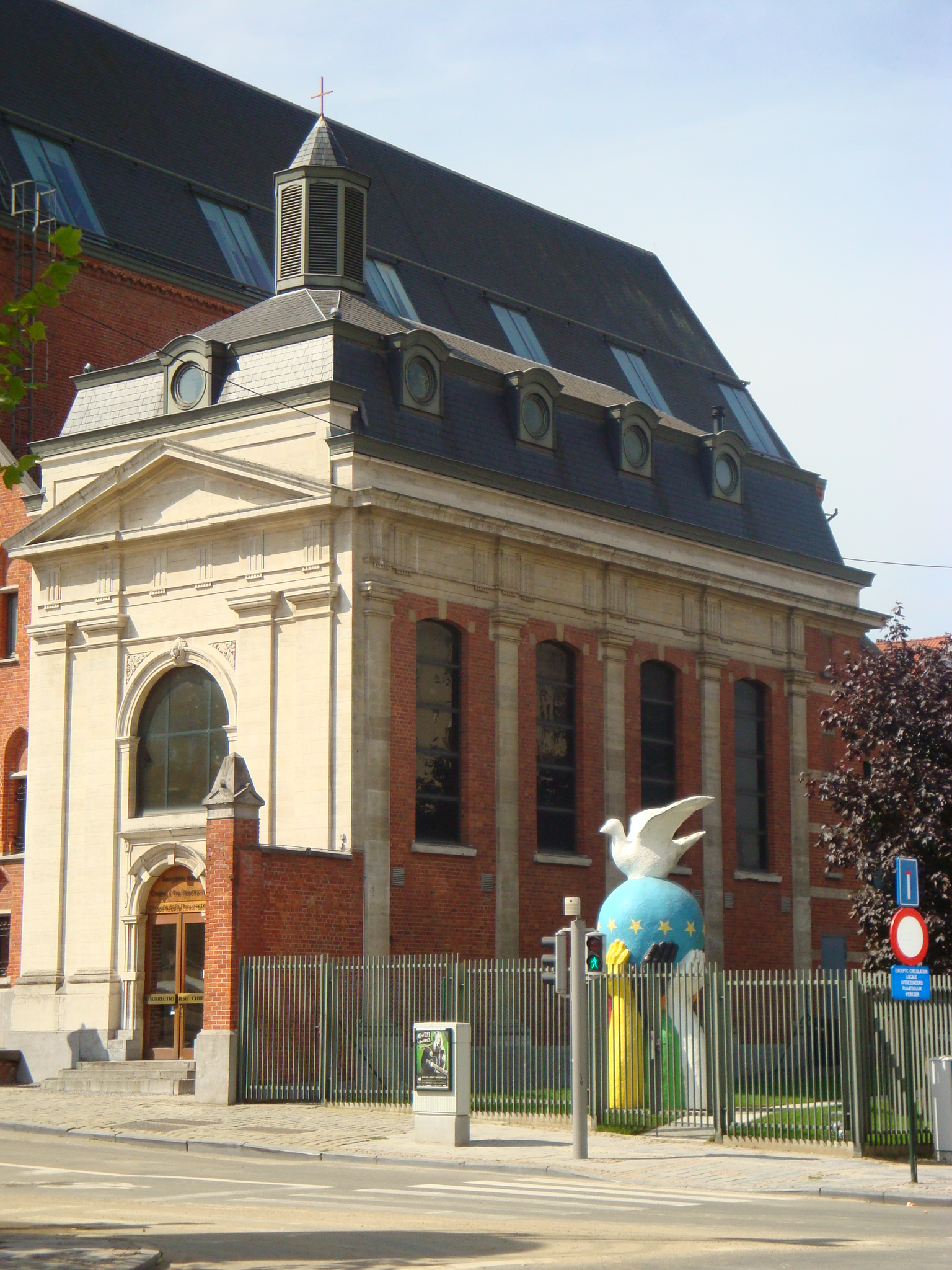
Chapelle pour l'Europe et Statue de l'Europe Unity in Peace

Une chapelle du Saint-Sacrement de Miracle est construite en 1455, dans la rue des Sols, au cœur de Bruxelles. Elle doit laisser place à la Gare Centrale lors des travaux de la jonction ferroviaire souterraine entre les gares du Nord et du Midi, de Bruxelles. Le bâtiment est démantelé et reconstruit rue van Maerlant et confié à des religieuses contemplatives. Ainsi intégrée au Couvent des Dames de l’Adoration Perpétuelle la chapelle est rouverte au culte en 1908.
Devenues âgées, les religieuses quittent le couvent en 1974. Le bâtiment principal, acheté en 1999 par la Commission européenne, est transformé en centre de visite et en bibliothèque.
La chapelle est quant à elle acquise par une association sans but lucratif de droit belge, fondée par des fonctionnaires des institutions européennes, en vue de conserver un lieu de prière. Une contribution financière est apportée par les conférences épiscopales d’Europe (COMECE), par la Conférence des Églises Européennes, par l'Ordre des Jésuites, plusieurs églises protestantes, et de nombreuses autres fondations. La Chapelle est entièrement rénovée et réaménagée intérieurement en 1999 et 2000. Le 25 septembre 2001, l’archevêque de Malines-Bruxelles, le cardinal Godfried Danneels la consacre lors d'une célébration oecuménique.

## Architecture
Alors que la façade néo-Renaissance et le corps extérieur du bâtiment est demeuré inchangé au cours des travaux de rénovation, l'espace intérieur de la chapelle a été entièrement restructuré selon les plans de l'architecte bruxellois Marionex.
Le bâtiment actuel possède quatre niveaux. On entre dans la chapelle au niveau du rez-de-chaussée dans un vaste hall d'entrée, qui sert à la fois de hall d'accueil, d’exposition et de réception. Au sous-sol se trouve une crypte, où il est possible de se recueillir dans le silence et la prière. La croix dorée qui s’y trouve est une œuvre du sculpteur Philippe Denis.
Le lieu de célébration principal se trouve au premier étage et est accessible par un escalier ou un ascenseur. Comme l'espace liturgique a perdu sa hauteur initiale, de nouvelles baies vitrées ont été installées, garnies de vitraux réalisés par l'artiste viennois Thomas Reinhold. Sur le côté de la nef, les thèmes des vitraux sont: la création, l'incarnation, le buisson ardent, la Pentecôte. Le vitrail de la façade (côté rue) représente la résurrection. Sur une mezzanine latérale se trouve un orgue en provenance de l'atelier d'Étienne Debaisieux, offert par l'Église protestante en Allemagne (EKD). Au dernier étage, invisibles depuis l’extérieur, se trouvent une salle de réunion ainsi que des bureaux.

## Vie de la chapelle

### Orientation pastorale
La Chapelle de la Résurrection n'est pas une église paroissiale. Du fait de sa situation géographique, au cœur d’un quartier constitué essentiellement de bureaux et d’administrations et à deux pas des institutions européennes (Conseil de l'Union européenne, Parlement européen, Commission européenne, etc.), elle se veut un lieu de dialogue, de rencontre et de prière accessible par chacun et chacune depuis son lieu de travail. La chapelle est par conséquent ouverte surtout les jours de la semaine et propose une palette variée de célébrations liturgiques adaptées au rythme de travail, tout en faisant droit à la diversité des appartenances confessionnelles des uns et des autres,,.
La chapelle est placée sous la responsabilité pastorale des religieux, religieuses et laïcs, tous bénévoles. Outre la prière quotidienne du matin (les jours ouvrables), sont proposés, la plupart du temps au moment de la pause du déjeuner, des messes catholiques, des temps de prière animés par des protestants et des orthodoxes, en diverses langues, mais le plus souvent en français et en anglais.

### Activités
- Lundi (à 8.00), mecredi (à 8.00, mais online) et vendredi (à 8.30) une prière du matin est organisée par les fonctionnaires européens ; elle est suivie du petit-déjeuner. Un accueil est assuré de 12.00 à 14.00.
- Chaque semaine: le dimanche à 19.00 il ya une messe pour les jeunes professionels (en anglais).Le lundi (13.15) une prière d'adoration à la crypte. Le mardi et mercredi (13.15) une eucharistie catholique. Le jeudi (13.15) une prière œcuménique animée par des responsables de differentes églises.
- Chaque mois : une messe pour les enfants et leurs parents, des messes de l'église luthérienne de Finlande. Différentes rencontres mensuelles des groupes de prière.
- Occasionnellement : Conférences, concerts et célébrations œcuméniques.

## Galerie de photographies

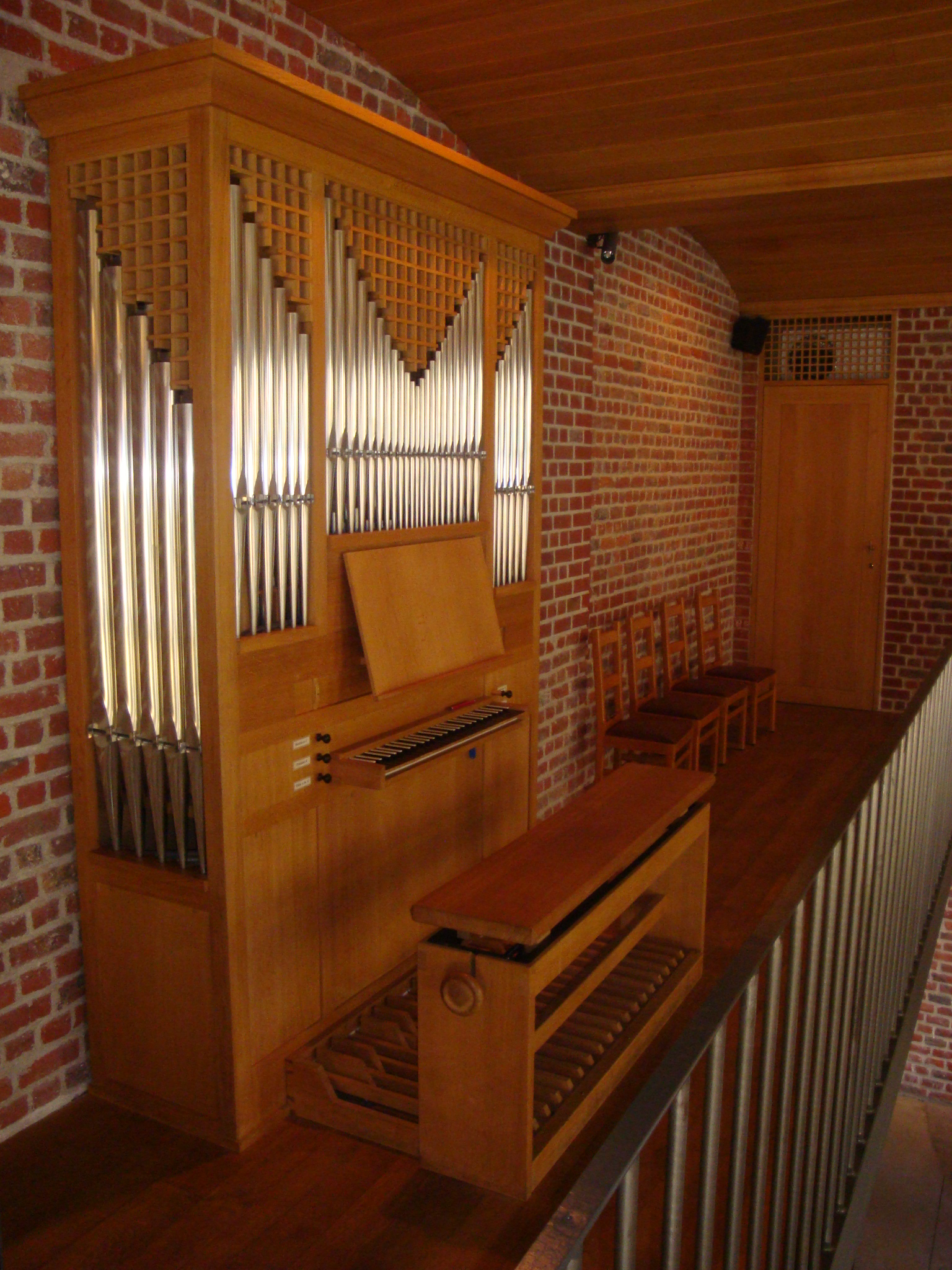
Orgue.
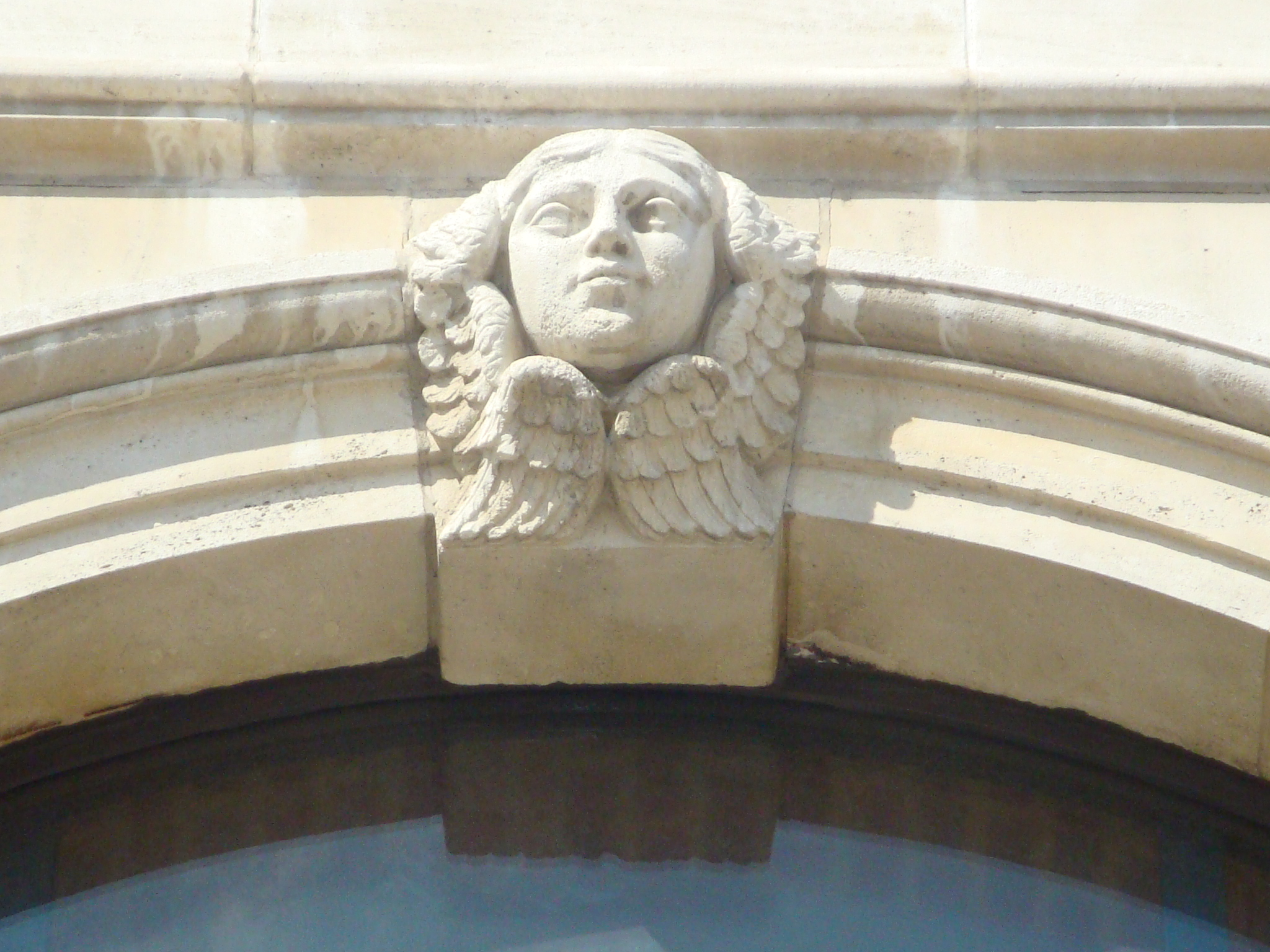
Détail de la façade.
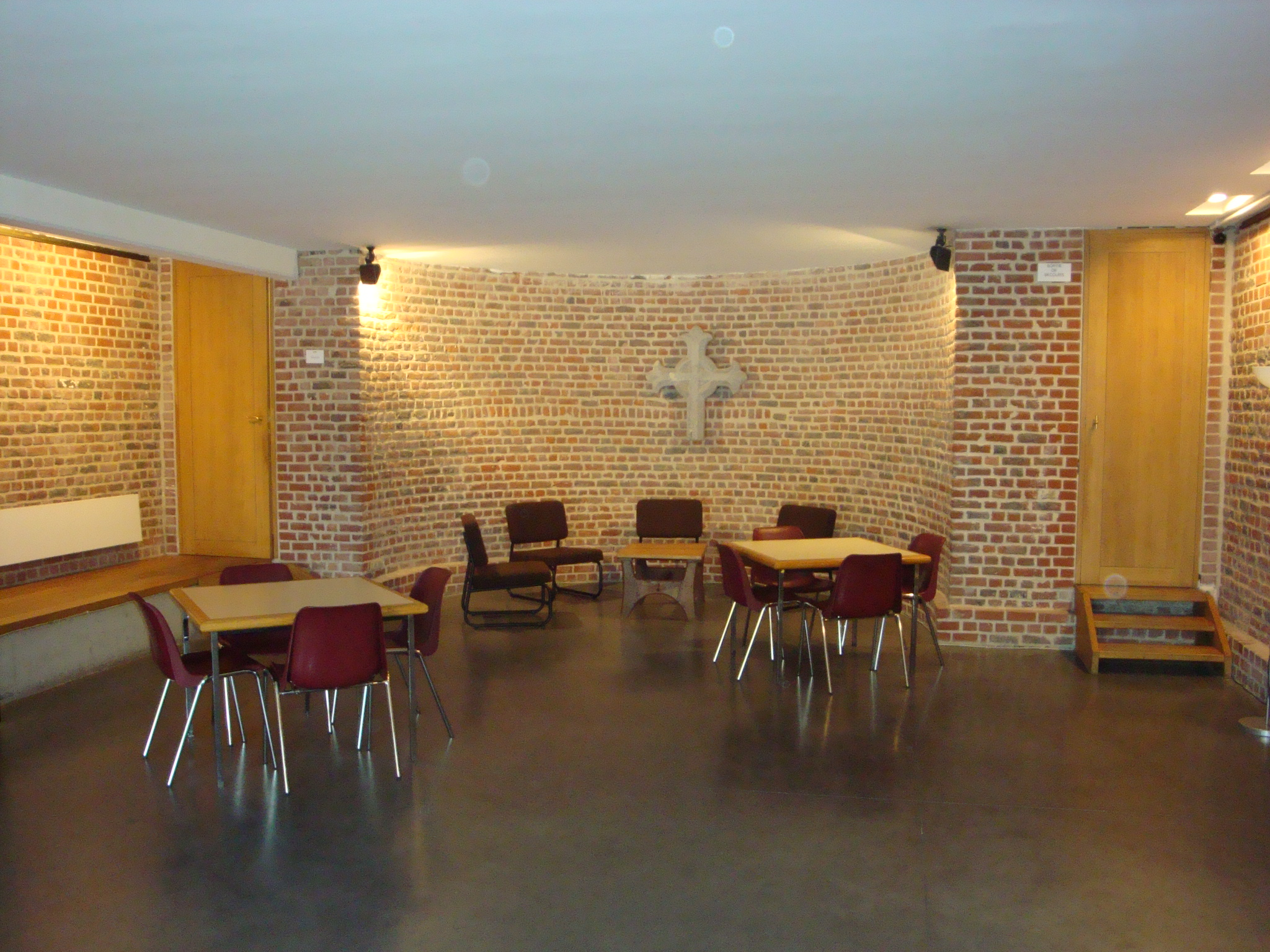
Hall d'entrée.
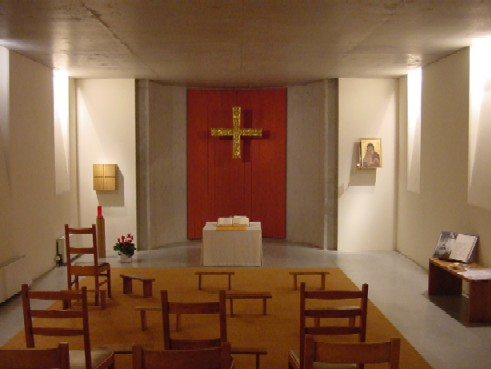
Crypte.